# Muscles (Diana Ross)
Muscles è una canzone scritta e composta dal cantante statunitense Michael Jackson e interpretata dalla cantante statunitense Diana Ross e pubblicata il 17 settembre 1982 come primo singolo dall'album in studio della Ross, Silk Electric dello stesso anno.
Muscles venne candidata a un Grammy Award come "Miglior interpretazione femminile R&B" ai Grammy Awards 1983.

## Descrizione

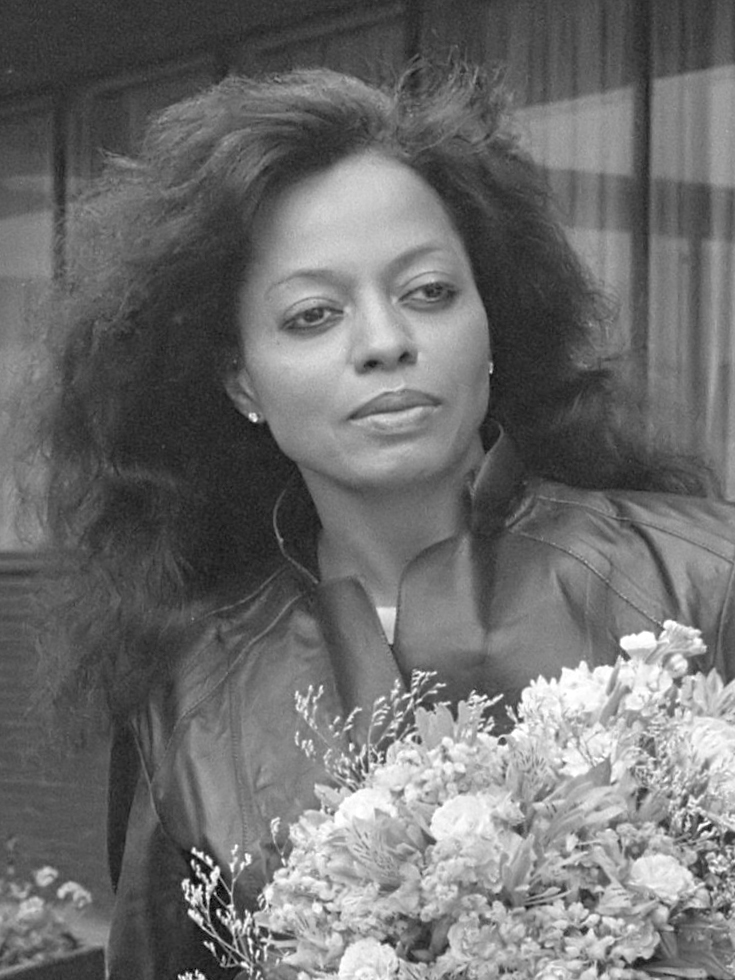
Diana Ross nel 1982

La canzone venne scritta e composta da Michael Jackson appositamente per la sua amica di lunga data, Diana Ross, che il cantante aveva conosciuto sin da bambino ai tempi dei Jackson 5, quando vennero lanciati proprio dalla Ross nel 1969 con il loro primo album intitolato: Diana Ross Presents the Jackson 5. Il cantante descrisse così la composizione del brano ad un giornalista nel 1982:
(Michael Jackson, Interview Magazine, ottobre 1982)
Come raccontato dal tecnico del suono e musicista Bill Wolfer, che lavorò al pezzo in studio di registrazione con Jackson, la canzone venne ispirata dall'enorme boa constrictor di Jackson di allora, che il cantante aveva proprio chiamato Muscles, e che si trovava in studio con loro durante la registrazione della strumentazione e dei cori del pezzo. Diana Ross registrò invece la parte vocale separatamente in un altro studio. Nonostante la canzone sia stata ispirata dal serpente di Jackson, il testo parla invece di un uomo dal fisico muscoloso che la cantante sogna di incontrare. Nonostante non appaia nei crediti dell'album, Michael Jackson ha registrato i cori della canzone assieme a Patti Austin.
La canzone uscì sulla scia del grande successo della canzone Physical di Olivia Newton-John dell'anno prima, che era diventato uno dei singoli più venduti per un'artista femminile in quegli anni, e, pertanto, Muscles venne definita da molti critici come la risposta R&B della Ross alla canzone della Newton-John.

## Video musicale
Il videoclip della canzone venne diretto da Paul Justman. Il video inizia con la Ross sdraiata nel suo letto con una vestaglia bianca mentre sogna e canta di uomini muscolosi che poi si materializzano intorno a lei. La donna vola poi nei suoi sogni sopra ad un paesaggio che si scopre essere il corpo muscoloso di un uomo. Tra gli attori presenti nel video vi è un giovane Gil Birmingham in una delle sue prime interpretazioni come attore.

## Tracce
Vinile 12'' (promo) Stati Uniti
1. Muscles – 6:38 (Michael Jackson)
2. I Am Me – 3:50 (Freddie Gorman, Janie Bradford, Diana Ross)

Vinile 7'' Stati Uniti
1. Muscles – 3:59 (Michael Jackson)
2. I Am Me – 3:50 (Gorman, Bradford, Ross)

Vinile 12'' Regno Unito
1. Muscles – 4:36 (Michael Jackson)
2. I Am Me – 3:50 (Gorman, Bradford, Ross)

## Successo commerciale
la canzone entrò nella Top 10 negli Stati Uniti, dove raggiunse la numero 10 della classifica generale di Billboard e la numero 4 della classifica R&B/Hip Hop, e la Top 20 in Regno Unito dove raggiunse la posizione numero 15 della Official Singles Chart.

## Classifiche
| Classifica (1982) | Posizione massima |
| ----------------- | ----------------- |
| Paesi Bassi       | 10                |
| Regno Unito       | 15                |
| Stati Uniti       | 10                |
| Stati Uniti (R&B) | 4                 |
| Svezia            | 6                 |